# Ясенник-Стары
Ясенник-Стары (пол. Jasiennik Stary) — деревня в Билгорайском повете Люблинского воеводства Польши. Входит в состав гмины Поток-Гурны. По данным переписи 2011 года, в деревне проживало 402 человека.

## География
Деревня расположена на юго-востоке Польши, в пределах Тарногрудского плато, к востоку от реки Сан, на расстоянии приблизительно 25 километров к юго-западу от города Билгорай, административного центра повета. Абсолютная высота — 184 метра над уровнем моря. К югу от населённого пункта проходит региональная автодорога 863.

## История
В 1827 году в Ясенник-Стары имелось 24 дома и проживало 208 человек. В период с 1975 по 1998 годы деревня входила в состав Замойского воеводства.

## Население
Демографическая структура по состоянию на 31 марта 2011 года:
|         | Всего | До трудоспособного возраста | Трудоспособного возраста | Старше трудоспособного возраста |
| ------- | ----- | --------------------------- | ------------------------ | ------------------------------- |
| Мужчины | 200   | 38                          | 134                      | 28                              |
| Женщины | 202   | 33                          | 107                      | 62                              |
| Всего   | 402   | 71                          | 241                      | 90                              |